# 国鉄ED30形電気機関車 (2代)
ED30形は、日本国有鉄道（国鉄）が製造した試作交流直流両用電気機関車である。なお、この形式は2代目である。

## 概要
国鉄浜松工場において、廃車となったEF55形3号機の主電動機と輪軸を流用し、1962年（昭和37年）に1両（ED30 1）が製造された。北陸本線坂田駅 - 田村駅間のデッドセクション（交直境目）を挟む区間に投入された。
運用区間や折り返し時間が短いことから車体は凸型とされ、交流避雷器、空気遮断器等の屋上特高圧機器は運転室上に設けられた巨大な庇の上に設置されている。パンタグラフもこの庇に設置されているが、占有面積を減らすために当時としては珍しい下枠交差型のPS20形を採用した。
運転装置にも試作的要素がみられ、ワンハンドルマスコンを備え、ノッチの進段は順序開閉器の電磁制御によって自動的に行われる。また、新しい方式のデッドマン装置が設備されている。
台車は揺れまくら装置なしのDT123形。なお歯車装置はEF15形と共通、シリコン整流器をはじめとする交直流設備は471系電車と同一品を用いることで、トータルコストの低減も図られていた。
デッドセクション区間の接続に用いられる低コストな小型交直両用機のモデルケースとして、EF55形等の電装品流用により、更に5両の製造が計画されていた模様であるが、実際には汎用性に欠ける小型特殊機であることがネックとなって増備は為されず、1形式1両の完全な試作機関車として終わった。
北陸本線米原 - 田村間でのデッドセクション接続運用にしばらく用いられたものの、後に鉄道技術研究所へ送られて実験車両にされ、1976年（昭和51年）に廃車となった。その後廃棄処分され、現存しない。